# Víctimas del Doctor Cerebro (álbum)
Víctimas del Doctor Cerebro es el nombre del álbum debut del grupo mexicano homónimo grabado y editado en 1993 por EMI Music México. La producción del álbum es de Jorge Amaro e Iñaqui Vazques.

## Lista de canciones
1. Víctimas
2. Guayaba
3. Esqueleto
4. Armadillo
5. Cuando estás cerca
6. Correcaminos
7. Sara
8. Santo
9. Tamalera
10. Yo no maté a mamá
11. Quiero ir al Baño
12. Psicópata Psicótico

Comentarios:
Correcaminos no fue escrita por la banda, e incluye una serie de diálogos muy graciosos.
- Datos: Q6165361